# 丹尼斯·伊根
丹尼斯·伊根（英語：Dennis Eagan，1926年8月13日—2012年7月1日），生于英属印度，英国男子曲棍球运动员。他曾代表英国国家队参加1952年夏季奥林匹克运动会曲棍球比赛，获得一枚铜牌。